# Berberis dawoensis
Berberis dawoensis är en berberisväxtart som beskrevs av K. Meyer. Berberis dawoensis ingår i släktet berberisar, och familjen berberisväxter. Inga underarter finns listade i Catalogue of Life.